# Trương Văn Hai
Trương Văn Hai (sinh 1958) là một sĩ quan cấp cao của Quân đội nhân dân Việt Nam, hàm Thiếu tướng, nguyên Tư lệnh Bộ Tư lệnh Thành phố Hồ Chí Minh.